# Garrotín

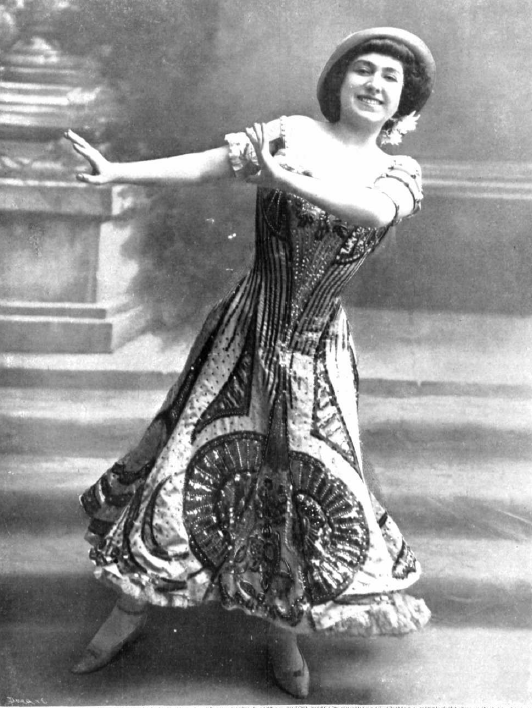
Photographie de la chanteuse Julia Fons dansant le garrotín au théâtre Eslava en 1911.

Le garrotín est un palo, style de chant flamenco, son origine est située en Catalogne, dans les provinces de Tarragone et surtout de Lérida et plus tard Barcelone.
On considère que ce sont les gitans de la province de Lérida qui ont inventé puis développé ce style flamenco.
Le garrotín est longtemps resté inconnu jusqu'au moment où Federico García Lorca, passionné de flamenco, des Gitans et de la Catalogne, a exprimé l'intérêt qu'il y avait à découvrir ce flamenco non-andalou ; il devient vraiment à la mode lorsque La Niña de los Peines le chante. Puis il est oublié jusqu'à ce qu'il soit ensuite repris par la célèbre artiste Carmen Amaya. 
Le garrotín fait partie des formes les plus anciennes de flamenco, il se chante aussi bien en catalan qu'en castillan, on le considère comme l'ancêtre de la rumba (catalane ou gitane).